# 大頭海鮋
大頭海鮋（学名：Pontinus macrocephalus）为輻鰭魚綱鮋形目鮋亞目鮋科海鮋屬下的一个种。又名巨首觸角鮋，俗名石狗公、石頭魚，為熱帶海水魚，其种加词“macrocephalus”意为“大头的”。分布於西太平洋日本南部至密克羅尼西亞、夏威夷群島海域，棲息深度174-278公尺，體長可達36.5公分，生活習性不明。